# Théâtre Rouge Écarlate
Le Théâtre Rouge Écarlate (RÉ) est une compagnie de théâtre professionnelle francophone basée à Ottawa, en Ontario, Canada. Dédiée à la création, la production et la diffusion d’œuvres théâtrales et multidisciplinaires, elle explore divers processus de création et formes d’expression artistique.

## Historique
Le Théâtre Rouge Écarlate (RÉ) a été fondé en décembre 2012 à Ottawa par Lisa L’Heureux, dramaturge et metteuse en scène. La compagnie se consacre à la création, à la production et à la diffusion d’œuvres théâtrales contemporaines, en mettant l’accent sur les écritures scéniques actuelles et les processus de création collective. Depuis sa fondation, elle développe des projets qui explorent divers thèmes liés à l’expérience humaine, aux relations sociales et aux enjeux contemporains.

### Collaborations
Le Théâtre Rouge Écarlate collabore régulièrement avec des artistes associés, issus de disciplines variées, dont :
- Mishka Lavigne, dramaturge, traductrice et scénariste[6]
- Antoine Côté Legault, créateur pluridisciplinaire basé à Sudbury
- John Doucet, scénographe et comédien
- Lissa Léger, comédienne
- Louis-Philippe Roy, auteur et interprète

Ces collaborations nourrissent une démarche collective où la recherche artistique est au cœur du processus de création.

## Projets notables
La compagnie a à son actif plusieurs créations originales, résidences de création, lectures publiques, balados artistiques, ainsi que des projets en lien avec les communautés franco-ontariennes, pancanadiennes et internationales. Elle soutient aussi l’émergence de nouvelles écritures et prend part à des coproductions avec d'autres organismes du milieu.
Parmi les projets marquants :
- Pour l’hiver (2015), une pièce écrite et mise en scène par Lisa L’Heureux[9], a été saluée pour sa dramaturgie poétique et introspective. Le texte a reçu le Prix littéraire Jacques-Poirier en 2017[10] ;
- Et si un soir (2018)[11], également de Lisa L’Heureux, a remporté le Prix littéraire Trillium[12] en 2019. La pièce a été reconnue pour son traitement fragmentaire du deuil et de la solitude, et a été traduite en anglais sous le titre And If One Night[13] ;
- Projet D (2017), s'inscrivait dans une série de laboratoires dramaturgiques initiés par la compagnie. ;
- ODE ou la vie après avoir regardé le soleil dans le blanc des yeux (2023)[14], une création issue d'une collaboration entre le Rouge Écarlate et La Bibitte, en partenariat avec le Théâtre Catapulte[15].

### Affiliations
Le Théâtre Rouge Écarlate est membre de l’Association des théâtres francophones du Canada (ATFC), qui regroupe les compagnies professionnelles œuvrant en français à travers le pays.